# Agyrta lacteicolor
Agyrta lacteicolor är en fjärilsart som beskrevs av Rothschild 1912. Agyrta lacteicolor ingår i släktet Agyrta och familjen björnspinnare. Inga underarter finns listade i Catalogue of Life.